# Russell A. Gausman
Russell A. Gausman, né le 4 juillet 1892 à Saint-Louis dans le Missouri et mort le 20 mai 1963 à Los Angeles en Californie, est un chef décorateur américain. Il a travaillé sur près de 700 films entre 1925 et 1960. Il a remporté par deux fois l'Oscar des meilleurs décors.

## Biographie
Russel Gausman nait dans le Missouri et meurt à Los Angeles.

## Filmographie partielle
- 1939 : Les Petites Pestes (The Under-Pup) de Richard Wallace
- 1939 : Chip of the Flying U de Ralph Staub
- 1940 : Vendredi 13 (Black Friday) d'Arthur Lubin
- 1940 : Sur la piste des vigilants (Trail of the Vigilantes) d'Allan Dwan
- 1941 : L'Échappé de la chaise électrique (Man Made Monster) de George Waggner
- 1941 : Le Chat noir (The Black Cat) d'Albert S. Rogell
- 1941 : Une femme à poigne (The Lady from Cheyenne) de Frank Lloyd
- 1942 : Mademoiselle Palmer et son psychiatre (Lady in a Jam) de Gregory La Cava
- 1943 : Toute seule (All by Myself) de Felix E. Feist
- 1943 : Deux Nigauds dans le foin (It Ain't Hay) d'Erle C. Kenton
- 1944 : Chasseurs de fantômes (Ghost Catchers) d'Edward Cline
- 1944 : Et voilà la vie (This Is the Life) de Felix E. Feist
- 1944 : Hommes du monde (In Society) de Jean Yarbrough
- 1944 : La Passion du docteur Hohner (The Climax) de George Waggner
- 1945 : L'Oncle Harry (The Strange Affair of Uncle Harry) de Robert Siodmak
- 1945 : Deux Nigauds au collège (Here Come the Co-eds) de Jean Yarbrough
- 1945 : Deanna mène l'enquête (Lady on the train) de Charles David
- 1946 : Night in Paradise d'Arthur Lubin
- 1946 : Tanger (Tangier) de George Waggner
- 1946 : Deux Nigauds vendeurs (Little Giant) de William A. Seiter
- 1946 : La Femme loup (She-Wolf of London) de Jean Yarbrough
- 1947 : Deux Nigauds démobilisés (Buck Privates Come Home) de Charles Barton
- 1947 : Deux Nigauds et leur veuve (The Wistful Widow of Wagon Gap) de Charles Barton
- 1947 : Moments perdus (The Lost Moment) de Martin Gabel
- 1948 : Un caprice de Vénus (One Touch of Venus) de William A. Seiter
- 1948 : Ma femme et ses enfants (Family Honeymoon), de Claude Binyon
- 1948 : Deux Nigauds toréadors (Mexican Hayride) de Charles Barton
- 1949 : Le Mustang noir (Red Canyon), de George Sherman
- 1949 : Une balle dans le dos (Undertow) de William Castle
- 1950 : Le Bistrot du péché (South Sea Sinner) de H. Bruce Humberstone
- 1950 : Chasse aux espions (Spy Hunt) de George Sherman
- 1950 : Kansas en feu (Kansas raiders) de Ray Enright
- 1951 : Deux Nigauds chez les barbus (Comin' Round the Mountain) de Charles Lamont
- 1951 : The Fat Man de William Castle
- 1951 : Le Château de la terreur (The Strange Door) de Joseph Pevney
- 1952 : Quand tu me souris (Meet Danny Wilson) de Joseph Pevney
- 1952 : Le Traître du Texas (Horizons West) de Budd Boetticher
- 1952 : Deux Nigauds en Alaska (Lost in Alaska) de Jean Yarbrough
- 1953 : La Belle Rousse du Wyoming (The Redhead from Wyoming) de Lee Sholem
- 1953 : Deux Nigauds chez Vénus (Abbott and Costello Go to Mars) de Charles Lamont
- 1953 : Deux Nigauds contre le Dr Jekyll et Mr Hyde (Abbott and Costello Meet Dr Jekyll and Mr. Hyde) de Charles Lamont
- 1954 : Le Secret magnifique (Magnificent Obsession) de Douglas Sirk
- 1954 : Le Nettoyeur (Destry) de George Marshall
- 1954 : Vengeance à l'aube (Dawn at Socorro) de George Sherman
- 1954 : Alibi meurtrier (Naked Alibi) de Jerry Hopper
- 1955 : Son seul amour (One Desire) de Jerry Hopper
- 1955 : Le Gang des jeunes (Running Wild) d'Abner Biberman
- 1955 : Deux Nigauds et la momie (Abbott and Costello Meet the Mummy) de Charles Lamont
- 1956 : Le Prix de la peur (The Price of Fear) d'Abner Biberman
- 1956 : 24 Heures de terreur (A Day of Fury) d'Harmon Jones
- 1957 : The Night Runner d'Abner Biberman

## Distinctions

### Récompenses
- Oscar des meilleurs décors :
  - Le Fantôme de l'Opéra (1943)
  - Spartacus (1960)

### Nominations
- Oscar des meilleurs décors :
  - La Belle Ensorceleuse (1941)
  - Les Mille et Une Nuits (1942)
  - Les Écumeurs (1942)
  - La Passion du docteur Hohner (1944)
  - Confidences sur l'oreiller (1959)